# NGC 3884
NGC 3884 ist eine linsenförmige Galaxie vom Hubble-Typ S0-a im Sternbild Löwe an der Ekliptik. Sie ist schätzungsweise 312 Millionen Lichtjahre von der Milchstraße entfernt.
Das Objekt wurde am 27. April 1785 von William Herschel entdeckt.